# Echetra semilutea
Echetra semilutea är en insektsart som beskrevs av Walker 1858. Echetra semilutea ingår i släktet Echetra och familjen lyktstritar. Inga underarter finns listade i Catalogue of Life.